# فاست كومباني
مجلة فاست كومباني fast company magazine مجلة أمريكية متخصصة بالتكنولوجيا والأعمال والتصميم، وتصدر ب 10 أعداد سنويا. بلغت إيرادات المجلة 77 مليون دولار سنة 2000. وفي 2018 تم تعيين ستيفاني ميهتا كرئيسة التحرير بعد أن عملت سابقًا في فانيتي فير، وبلومبرج، وفورتشن، وصحيفة وول ستريت جورنال.

## التأسيس
انطلقت مجلة فاست كوباني في عام 1995 م على يد ألان ويبر وبيل تيلور وهما محققين صحفيين سابقين في هارفارد بيزنس ريفيو.

## السياسة العامة
لقد تم إيجاد مجلة فاست كومباني على أساس وقاعدة واحدة: "هناك ثورة عالمية تغير الأعمال، والأعمال تغير العالم"، تتحدث المجلة عن كيف يحافظ المديرين على الإطلاع على الإتجاهات الناشئة والأفكار التجارية . تحدد مجلة فاست كوماني جدول الأعمال لأفكار لمستقبل الأعمال، وتعتبر قائمة الشركات الخمسين الأكثر ابتكاراً أبرز إسهامات مجلة فاست كومباني على مدار العام، حيث يقضي فريق التحرير لدى المجلة شهوراً في جمع البيانات وتصنيفها والاستفادة منها لتحديد هذه المؤسسات التي تمثل أفضل ما في عالم الأعمال من مختلف القطاعات الاقتصادية وشتى أنحاء العالم، علاوة على ذلك، تقوم مجلة فاست كومباني بوضع تصنيف أفضل عشرة شركات عن عشرة فئات تتضمن: البيانات الضخمة والترفيه والتمويل والمواد الغذائية.

## مواضيع مشابهة
- مجلة فوربس
- مجلة فورتشن
- مجلة الإيكونومست
- مجلة وايرد
- بيزنيس 2.0

## وصلات خارجية
- الموقع الرسمي